# 6621 Timchuk
6621 Timchuk è un asteroide della fascia principale del diametro medio di circa 11,72 km. Scoperto nel 1975, presenta un'orbita caratterizzata da un semiasse maggiore pari a 2,5425484 UA e da un'eccentricità di 0,2440858, inclinata di 7,11341° rispetto all'eclittica.